# Histoire du téléphone

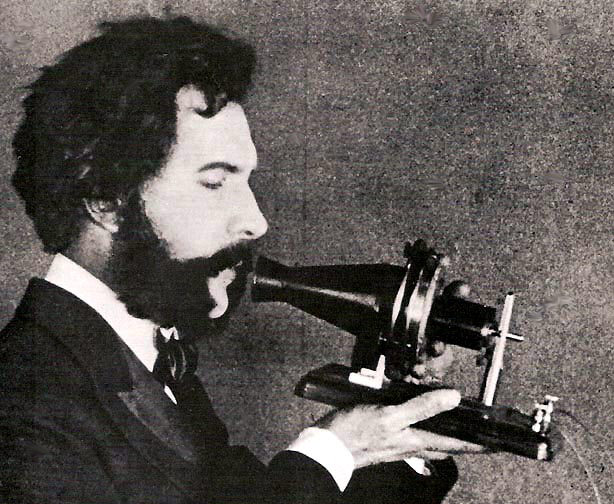
Acteur jouant le rôle d'Alexander Graham Bell dans un film muet en 1926. Le design forçait l'utilisateur à d'abord écouter dans le trou, puis de parler dans le même.

L'histoire du téléphone présente la chronique du développement des téléphones dit mécaniques et électriques.

## Préhistoire du téléphone

### Téléphone mécanique

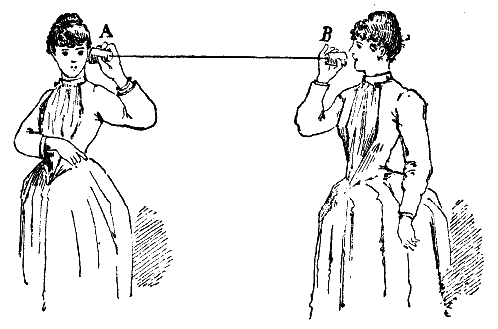
Un téléphone à ficelle, souvent appelé “téléphone de l'amant” dès le XVIIIe siècle.

Avant l'invention du téléphone électromagnétique, des objets mécaniques et acoustiques permettent d'envoyer la voix et de la musique à de bien plus grandes distances que celles que la voix ordinaire pouvait accomplir. Les premiers téléphones mécaniques étaient basés sur la transmission du son à travers des tuyaux ou d'autres objets physiques creux et longs.
Parmi les premières expériences, figurent celles entreprises par le physicien anglais Robert Hooke de 1664 à 1685. Un brevet de téléphone acoustique à câble tendu lui a été attribué en 1665, la version avec une corde tendue lui étant attribuée dès 1667.
En 1782, le moine français Dom Gauthey communique à l'Académie des sciences un mémoire concernant l'utilisation du tube acoustique. En 1783, il lance une souscription, soutenue par des personnalités scientifiques telles que Benjamin Franklin en vue de financer des expériences complémentaires mais abandonne son projet. L'idée de recourir au tube acoustique est également celle du philosophe anglais Jeremy Bentham qui propose d'utiliser des "tuyaux de conversation" dans le modèle panoptique de prison qu'il présente (1787, 1791, 1811). En 1793 il propose de construire un réseau de tuyaux acoustiques à des fins administratives, répressives et militaires.
Pendant une période de temps, au XIXe siècle, les téléphones acoustiques basés sur le tube furent commercialisés comme une alternative au téléphone filaire électrique d'Alexander Graham Bell en 1876, comme ils ne tombaient pas sous la protection de son brevet. Cependant dès que le brevet de Bell expira, l'industrie et le commerce du téléphone électrique montèrent en flèche, laissant son prédécesseur tomber dans l'oubli et poussant à la faillite un grand nombre de commerçants vendant ces appareils.
La portée de ces téléphones mécaniques était très limitée au départ, mais des centaines d'inventions (on estime leur nombre à 300) les améliorèrent, augmentant leur portée jusqu'à plus de 800 m sous de bonnes conditions. La société « Pulsion Telephone Supply Company », créée par Lemuel Mellett dans le Massachusetts aurait même fabriqué une première version d'un téléphone en 1888 dont on annonçait une portée de 3 km et le déploya immédiatement dans le domaine ferroviaire.
Parallèlement, les tubes acoustiques ont longtemps été utilisés à bord des navires et bâtiments et on en retrouve encore aujourd'hui dans le monde militaire.
Le très similaire « téléphone de l'amant », aussi appelé « boite de conserve » (tin-can en anglais), est également connu depuis des siècles. Il permet de relier deux diaphragmes avec du fil, en coton, en fer, etc., en utilisant les vibrations mécaniques afin de transmettre les ondes sonores d'un bout du fil à l'autre. L'exemple classique est le jouet pour enfants constitué de deux verres en plastique percés reliés par un fil. Au cours du XXe siècle, de nombreuses écoles maternelles et primaires se servent de ces téléphones pour éveiller les enfants aux rudiments de la vibration sonore.

### Téléphone optique
En 1880, Alexander Graham Bell met au point un photophone, transmettant le signal par ondes lumineuses, sur une distance d'environ 200 m.

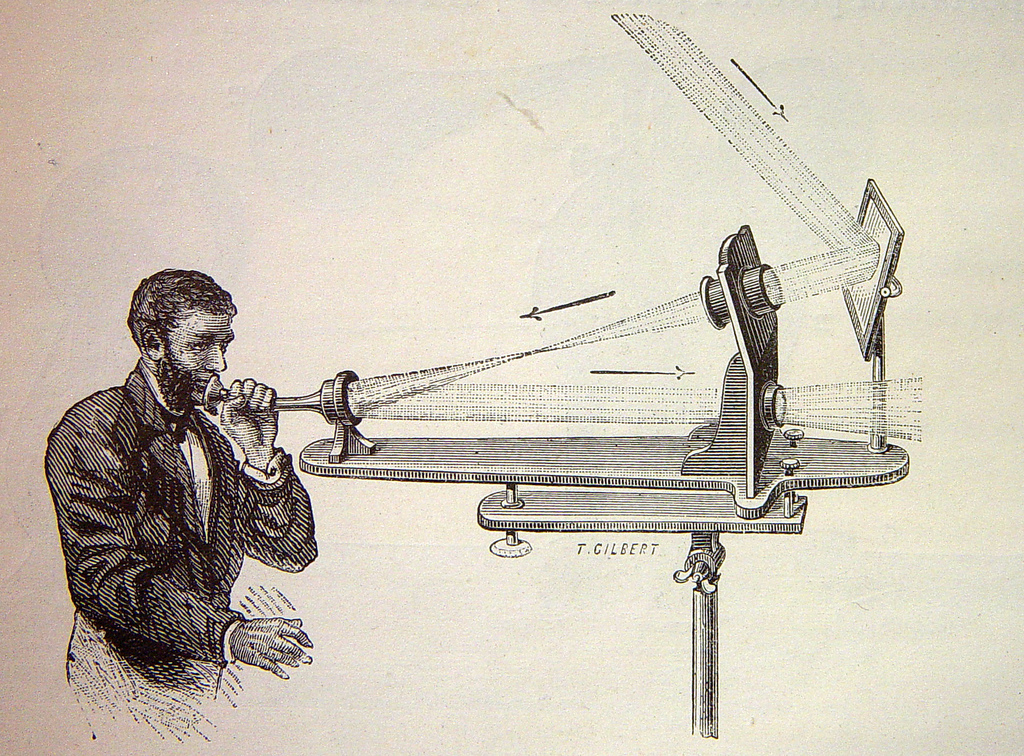
Photophone émetteur
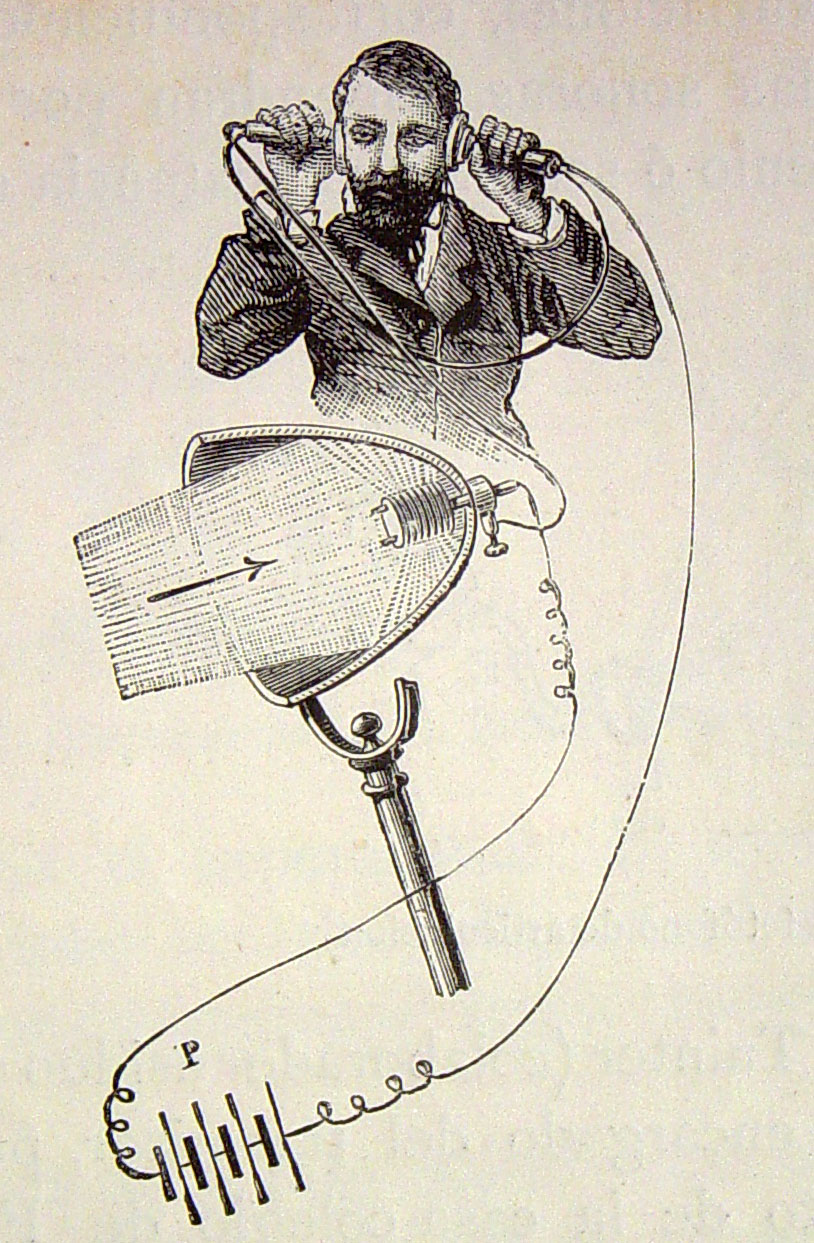
Photophone récepteur

### Téléphone électrique

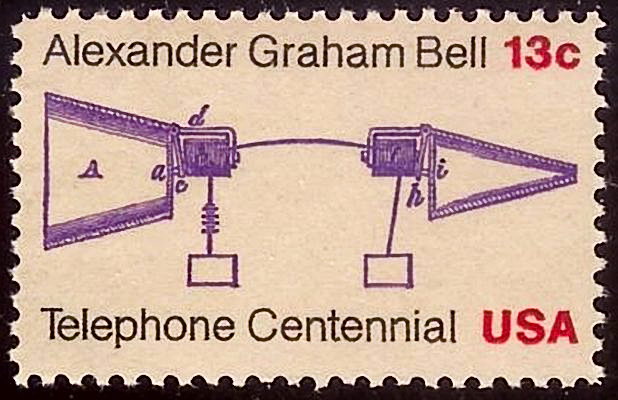
Timbre émis pour le centenaire du téléphone filaire